# Юлия Платонова
Юлия Платонова (на руски: Ю̀лия Фё̀доровна Плато̀нова, в моминство Гардер, по съпруг Тванева, 1841 – 1892) е актриса на Императорската Санкт-Петербургска оперна трупа; оперна певица, с името на която, согласно „Енциклопедичния речник на Брокхауз и Ефрон“, е „свързано възраждането на руската опера“, музикален педагог.

## Биография
Юлия Платонова е родена през 1841 г. в Рига, в семейство на германци. От дете проявява добри музикални способности. Учи в девическата гимназия в Митава, където посвещава свободното от уроци време на упражненията по пиано. След завършването на гимназията продължава да се занимава с музикалното си образование, но отделя повече време и старание за развиване на гласовите си възможности.
След завършването на гимназията решава да се посвети на артистична кариера, напуска Митава и заминава за Санкт Петербург. Там започва уроци по пеене при известния петербургски вокален педагог Николай Вителяро и се готви да стане оперна певица. На 26 август 1863 г. има дебют на сцената на Мариински театър с партията на Антонида в операта на Михаил Глинка „Живот за царя“. Изпълнението има голям успех, благодарение на който е наета от Дирекцията на императорските театри.
Платонова израства в немскоговореща среда и в началото на своята кариера има трудности при изпълнение на руските партии, при които се проявява нейният акцент. Успява да се справи с проблема с помощта на композитора Александър Даргомижки, така че нейният репертоар много скоро почти изцяло се запълва с руски опери. Най-добра е в ролите със силно драматичен характер, с тях заема изключително място в трупата и няма съпернички за тези партии. За времето на своя не много дълъг сценичен живот участва в около 50 постановки и практически нито една опера не минава без нея.
Певицата е с много енергичен и настойчив характер и успява, използвайки своето положение в театъра, да влияе върху политиката на неговото ръководство. Нейната неотстъпчивост се проявява в известния случай с операта на Модест Мусоргски „Борис Годунов“, която няколко пъти не се допуска до постановка. Платонова успява да уреди представлението за своя бенефис на 24 януари 1874 г., а нейното неповторимо изпълнение на партията на Марина Мнишек става причина операта да се задържи известно време на сцената на Мариинския театър въпреки многобройните противници.
През 1876 г. съпругът ѝ, капитан Тванев, умира. Платонова напуска сцената на 26 август 1876 г., но продължава своята дейност като вокален преподавател. Умира от инсулт на 4 ноември 1892 г. Погребана е на Смоленското православно гробище в Санкт Петербург.